# اولها کنیش
اولها کنیش (اوکراینی: Ольга Книш؛ زادهٔ ۶ اکتبر ۱۹۹۵) اسکی‌باز آلپاین اهل اوکراین است.